# 김만수 (1956년)
김만수(1956년 9월 14일 ~ )는 조선민주주의인민공화국의 정치인이다. 전 조선로동당 중앙위원회 위원 겸 내각 전력공업상이다.

## 경력
1956년 9월 14일 함경북도에서 태어났다. 내각 전력공업성 부상을 거쳐 2012년 4월 이후 허택 후임으로 전력공업상을 맡고 있다. 2016년 5월, 조선로동당 제7차 대회에서 조선로동당 중앙위원회 위원에 임명되었다.

## 최고인민회의 대의원
2014년 3월 최고인민회의 제13기 대의원에 선출되었다.